# Desplaçament de tall
El desplaçament de tall (en anglès, nick translation) és un mètode marcatge de sondes d'ADN (per a genoteques) que es basa en la combinació de la DNAsa I i la DNApol I, utilitzant un dNTP marcat.
La DNAsa I crea osques en el DNA i la DNApol I sintetitzarà a partir del 3' lliure de l'osca eliminat el DNA que es troba per davant, fins al final de la cadena. Així queda la sonda marcada.